# بيتزا هت
بيتزا هت (بالإنجليزية: Pizza Hut) هو أحد سلاسل مطاعم الوجبات السريعة الأمريكية وله فروع في العديد من الدول حول العالم. يختص بوجبات البيتزا بأنواعها، الا انه يقدم وجبات أخرى. كما انه يقدم خدمة توصيل الطلبات الخارجية إضافة إلى إمكانية الأكل في المطعم.

## التاريخ
تمتاز سلسلة مطاعم بيتزا هت بأنها أكبر سلسلة مطاعم بيتزا على مستوى العالم من حيث عدد الفروع (12000 فرع) موزعة على 90 دولة وما يقرب 300 ألف موظف.
فبدأت بأخوين شابين حيث أنه عام 1958 قرر الأخوين دان وفرانك كيرني افتتاح مطعم لتقديم وجبات البيتزا في مدينة ويتشتا في ولاية كانسس الأمريكية، حيث تم افتتاح مطعم يحتوي على 25 مقعداً فقط.
وعندما أرادوا تسمية المطعم لم يكن هناك متسع على اللوحة إلا لعدد 8 حروف. وتم اختيار كلمة «بيتزا» كـ كلمة أولى وحيث أن المطعم كان مُصمم على شكل كوخ. أُختيرت كلمة هت والتي تعني «كوخ» باللغة الإنجليزية، وهكذا كانت بداية بيتزا هت.
في نهاية 1986، حصلت شركة عوني شاكر على امتياز بيتزا هت العالمية في السعودية، وأفتتح أول فرع في مارس 1987 بمركز تهامة شارع الاندلس بجدة، ثم فرع العليا بالرياض سنة 1987 وفرع آخر في شارع الاحساء سنة 1988. وفي 1991 تخلت الشركة عن امتياز بيتزا هت خارج منطقة جدة لشركة الموارد ليتم تركيز عملها في جدة.

## المنتجات
في أمريكا الشمالية، باعت بيتزا هت بشكل كبير: بيتزا مخبوزة في مقلاة بحواف مقرمشة؛ بيتزا محشوة الأطراف بجبنة الموزاريلا؛ مثل قشور البيتزا التقليدية؛ «ثن آند كريسبي»، عجينة رقيقة ومقرمشة، وكانت هي الطريقة الأصلية لبيتزا هت؛ بيتزا «ديبين ستربس»، بيتزا مقطعة إلى شرائح صغيرة يمكن تغميسها في عدد من الصلصات، «بي زون»، كالزوني مع صلصة المارينارا التي تأتي سادة، سوبرمو، بيتزا باللحم، وبيبروني، وأكبر منتج لها، بيتزا «بيج فوت».
تظهر الاختلافات الإقليمية في المنتجات والقواعد. انتقلت الشركة إلى جنوب شرق آسيا بطبق أرز مخبوز يسمى كاري زازل.
في 9 مايو 2008، ابتكرت بيتزا هت بيتزا «ذا ناتشورال»، والتي تحتوي على مكونات طبيعية وتم بيعها في سياتل ودنفر ودالاس.  تم إيقافها في 27 أكتوبر 2009، في سوق دالاس.
طورت بيتزا هت بيتزا لاستخدام منتجاتها كغذاء للفضاء، والتي تم تسليمها إلى محطة الفضاء الدولية في عام 2001.  كان محكم الإغلاق وقطره حوالي 6 بوصات (15 سم) لتناسب فرن المحطة. تم إطلاقه على متن سفينة سويوز وأكله يوري أوساتشوف.
في السنوات الأخيرة، شهدت السلسلة انخفاضًا في الأرباح.  في عام 2015، أُعلن أنه سيُضخ المزيد من رأس المال في فروعه في لندن. تقوم بيتزا هت بتركيب بارات كوكتيل في فروعها في لندن كجزء من محاولة بقيمة 60 مليون جنيه استرليني لاستعادة «جيل ناندو».
في مارس 2019 ، أعلنت بيتزا هت عن عودة منطقة «بي زون» بعد توقف دام عدة سنوات.

## فروع بيتزا هت حول العالم

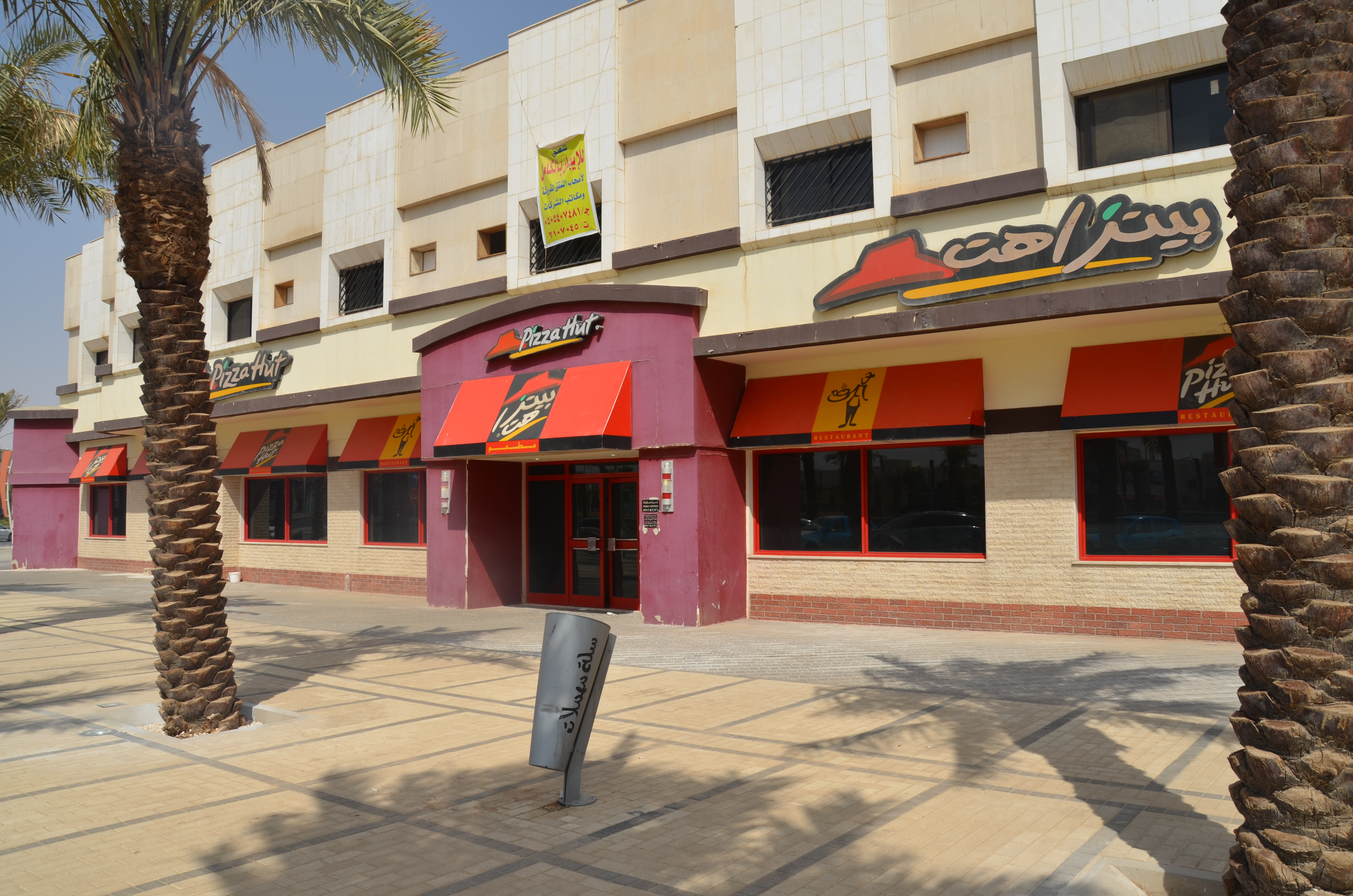
بتزا هت, طريق الملك عبدالله, حي الورود, الرياض

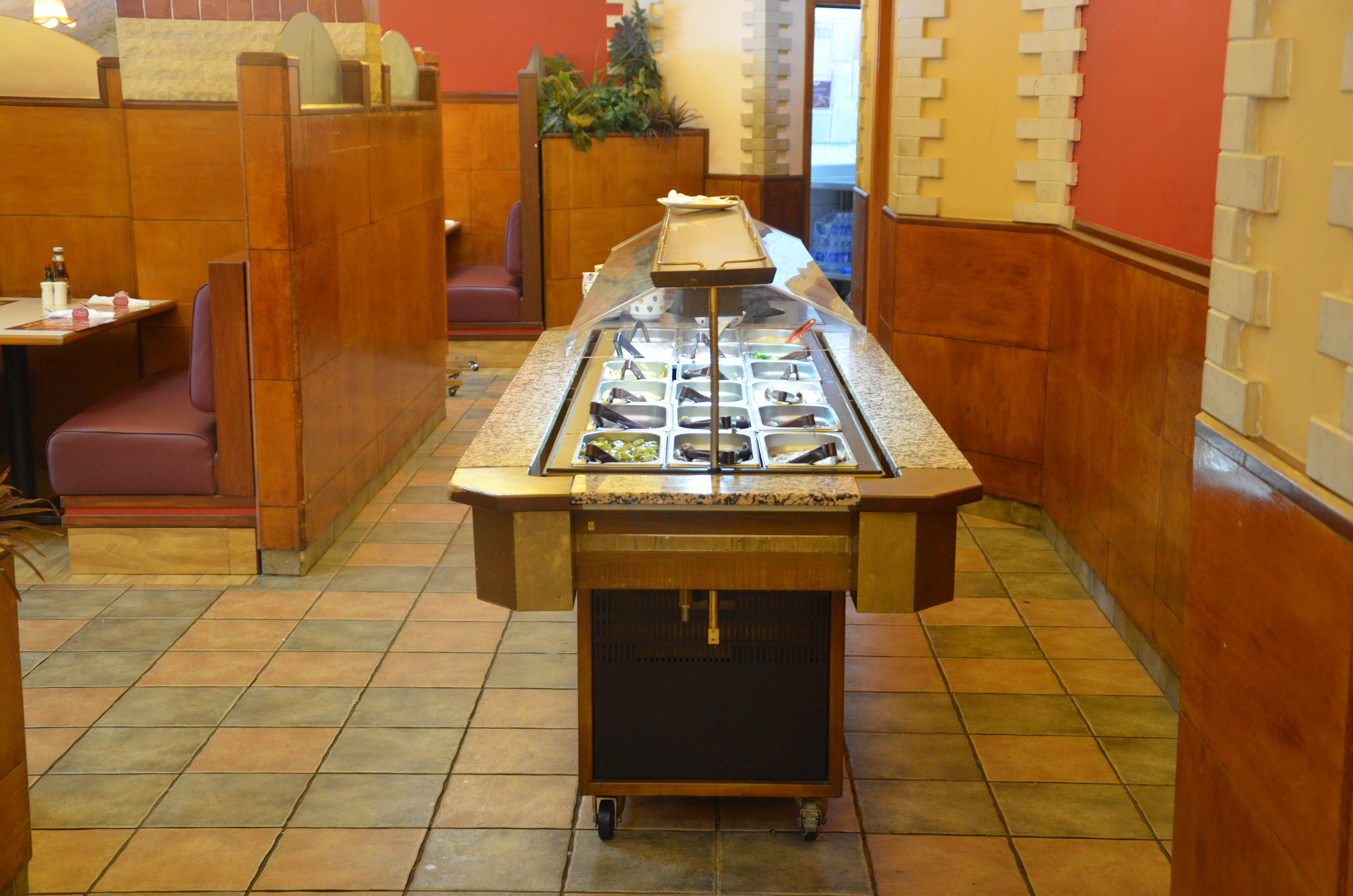
بتزا هت

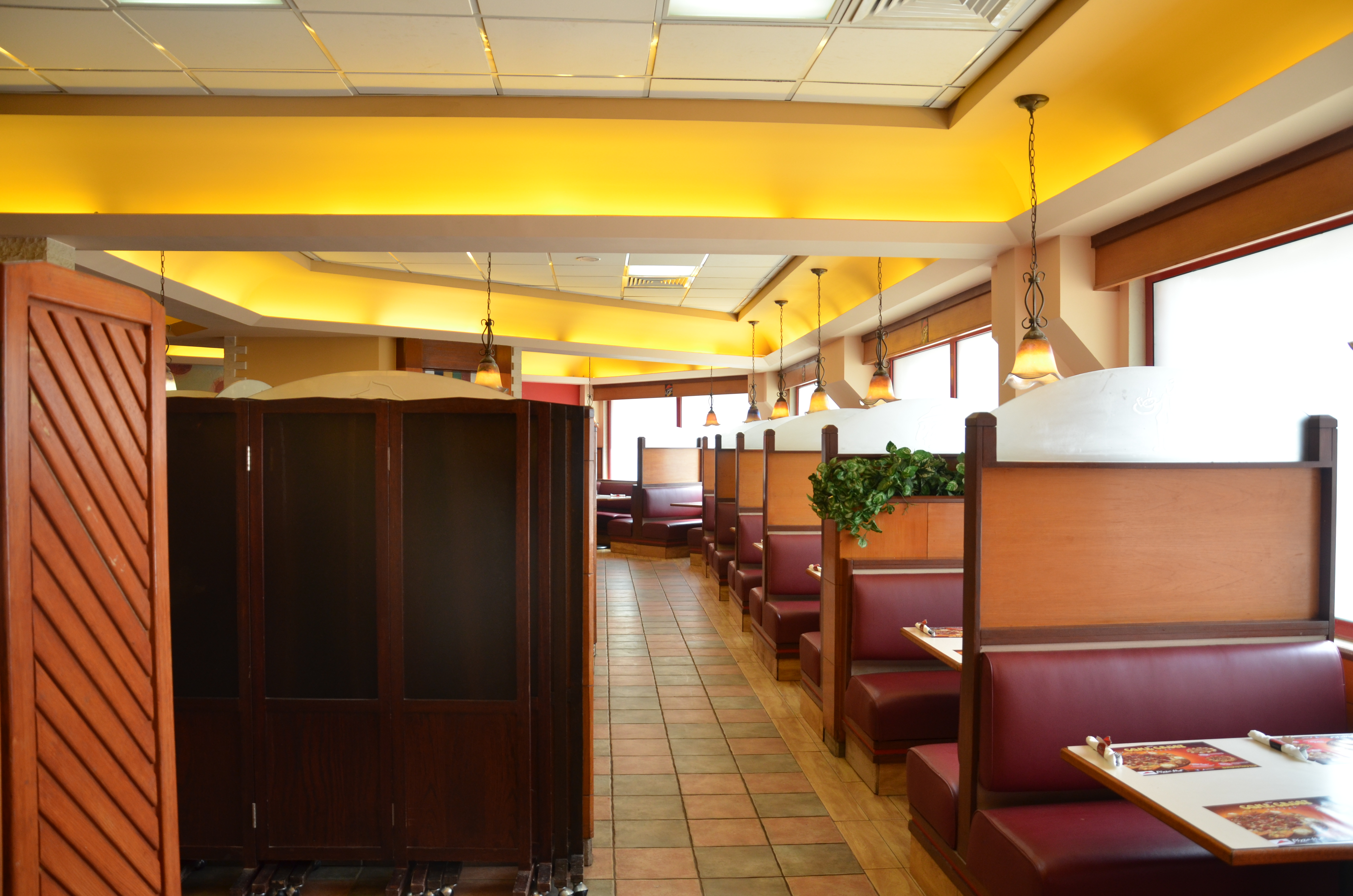
بتزا هت

- مصر - حلال
- تونس
- الجزائر - حلال
- أندورا
- أستراليا
- جزر البهاما
- بلجيكا
- بنغلاديش - حلال
- البحرين - حلال
- البرازيل
- بلغاريا
- كندا
- تشيلي
- كولومبيا
- قبرص
- الدنمارك
- جمهورية الدومينيكان
- هونغ كونغ
- كوستاريكا
- الإكوادور
- فيجي
- فنلندا
- فرنسا
- ألمانيا
- اليونان
- غواتيمالا
- هونغ كونغ
- المجر
- الهند
- إندونيسيا - حلال
- إسرائيل
- جمهورية أيرلندا
- جامايكا
- اليابان
- الأردن - حلال
- كوريا الجنوبية
- الكويت - حلال
- لبنان
- ليتوانيا
- لوكسمبورغ
- ماليزيا - حلال
- المكسيك
- المغرب - حلال
- هولندا
- نيوزيلندا
- نيكاراغوا
- النرويج
- عُمان - حلال
- بنما
- باكستان - حلال
- باراغواي
- بيرو
- الفلبين
- بولندا
- البرتغال
- قطر- حلال
- رومانيا
- روسيا
- سلوفاكيا
- السعودية - حلال
- صربيا
- سنغافورة - حلال
- سوريا - حلال
- سريلانكا
- سورينام
- السويد
- ترينيداد وتوباغو
- تايلاند
- تايوان
- تركيا - حلال
- الولايات المتحدة
- الإمارات العربية المتحدة- حلال
- إسبانيا
- سريلانكا
- المملكة المتحدة
- فيتنام
- فنزويلا
- فلسطين- حلال
- العراق- حلال
- السودان- حلال

## وصلات خارجية
- الموقع الرسمي
- بيتزا هت على موقع IMDb (الإنجليزية)